# Declaración de Ginebra
La Declaración de Ginebra es una actualización del juramento hipocrático propuesto por la Asamblea General de la Asociación Médica Mundial (AMM) realizada en septiembre de 1948. Toma su nombre de la sede en la que se realizó la reunión, la ciudad de Ginebra, Suiza.
El texto tiene como finalidad principal la de crear un nuevo documento que cumpla la función que tuvo el texto hipocrático en el momento de su creación, la de crear una base moral para todos los médicos, sobre todo considerando la experiencia de la Segunda Guerra Mundial. Pese a su pretensión de ser un texto internacionalmente aceptado, lo cierto es que esta declaración ha tenido relativamente poca repercusión pública. El texto ha sido enmendado en 1968, 1983 y 1994, y revisado en 2005 y 2006.

## Texto de la Declaración de Ginebra
Acordada por los representantes de la comunidad médica internacional en la 2.ª Asamblea General de la AMM en 1948, en Ginebra (Suiza), a raíz de los horrores de los crímenes médicos cometidos en la Alemania Nazi, es la solemne declaración que revisa y actualiza el juramento hipocrático con el objetivo de adecuarlo a los avances científicos y sociales de los tiempos modernos. 
En el momento de ser admitido como miembro de la profesión médica:

prometo solemnemente consagrar mi vida al servicio de la humanidad;

velar ante todo por la salud y el bienestar de mis pacientes;

respetar la autonomía y la dignidad de mis pacientes;

velar con el máximo respeto por la vida humana;

no permitir que consideraciones de edad, enfermedad o incapacidad, credo, origen étnico, sexo, nacionalidad, afiliación política, raza, orientación sexual, clase social o cualquier otro factor se interpongan entre mis deberes y mi paciente;

guardar y respetar los secretos que se me hayan confiado, incluso después del fallecimiento de mis paciente;

ejercer, mi profesión con conciencia y dignidad, conforme a la buena práctica médica;

promover el honor y las nobles tradiciones de la profesión médica;

otorgar a mis maestros, colegas y estudiantes el respeto y la gratitud que merecen;

compartir mis conocimientos médicos en beneficio del paciente y del avance de la salud;

cuidar mi propia salud, bienestar y capacidades para prestar una atención médica del más alto nivel;

no emplear mis conocimientos médicos para violar los derechos humanos y las libertades ciudadanas, ni siquiera bajo amenaza;

hago esta promesa solemne y libremente, empeñando mi palabra de honor.

Adoptada por la 2.ª Asamblea General de la AMM (Ginebra, septiembre de 1948), fue enmendada por la 22.ª Asamblea Médica Mundial (Sídney, agosto de 1968), la 35.ª Asamblea Médica Mundial (Venecia, octubre de 1983) y la 46.ª Asamblea General de la AMM (Estocolmo, septiembre de 1994), y revisada en su redacción por la 170.ª Sesión del Consejo (Divonne-les-Bains, Francia, mayo de 2005) y por la 173.ª Sesión del Consejo (Divonne-les-Bains, mayo de 2006) y enmendada por la 68.ª Asamblea General de la AMM, Chicago, Estados Unidos, Octubre 2017.